# Ochsenholz
Ochsenholz ist ein Gemeindeteil der Gemeinde Mistelgau im Landkreis Bayreuth (Oberfranken, Bayern). Ochsenholz liegt in der Gemarkung Frankenhaag.

## Geografie
Der Weiler liegt am Fuße einer Anhöhe (500 m ü. NHN) südlich der Weides, einem linken Zufluss der Truppach. Ein Anliegerweg führt zu einer Gemeindeverbindungsstraße (0,3 km nördlich), die nach Frankenhaag zur Kreisstraße BT 1 (0,4 km nordöstlich) bzw. nach Streit verläuft (0,9 km westlich).

## Geschichte
Ochsenholz gehörte zur Realgemeinde Frankenhaag. Gegen Ende des 18. Jahrhunderts gab es in Klingenmühle ein Anwesen. Die Hochgerichtsbarkeit stand dem bayreuthischen Stadtvogteiamt Bayreuth zu. Die Verwaltung Glashütten war Grundherr des Tropfgutes.
Von 1797 bis 1810 unterstand der Ort dem Justiz- und Kammeramt Bayreuth. Infolge des Gemeindeedikts wurde Ochsenholz dem 1812 gebildeten Steuerdistrikt Mistelgau und der Ruralgemeinde Frankenhaag zugewiesen. Am 1. Januar 1972 wurde diese im Zuge der Gebietsreform in Bayern in die Gemeinde Mistelgau eingegliedert.

## Einwohnerentwicklung
| Jahr      | 001819 | 001822 | 001861 | 001871 | 001885 | 001900 | 001925 | 001950 | 001961 | 001970 | 001987 |
| Einwohner | *      | 8      | 19     | 25     | 29     | 33     | 22     | 18     | 23     | 25     | 29     |
| Häuser    |        | 1      |        |        | 4      | 4      | 3      | 3      | 4      |        | 7      |
| Quelle    | [ 9 ]  | [ 6 ]  | [ 10 ] | [ 11 ] | [ 12 ] | [ 13 ] | [ 14 ] | [ 15 ] | [ 16 ] | [ 17 ] | [ 1 ]  |

## Religion
Ochsenholz ist seit der Reformation evangelisch-lutherisch geprägt und nach St. Bartholomäus (Mistelgau) gepfarrt.